# Zabłocie (stacja kolejowa)
Zabłocie (ukr. Станція Заболоття) – stacja kolejowa w Zabłociu, w obwodzie wołyńskim, na Ukrainie. Jest częścią Kolei Lwowskiej.
Znajduje się na linii Kowel – Zabłocie, między stacjami Wyżwa (25 km) i białoruskiej stacji granicznej Chocisław (10 km).

## Historia
Stacja została otwarta w 1873 roku podczas budowy linii Kowel – Brześć.
Od 1991 roku jest stacją graniczną z Białorusią (odległość od granicy – 8 km). Stacja obsługuje przejście graniczne Chocisław-Zabłocie.
Stacja obsługuje wyłącznie pociągi regionalne, kursujące między Kowlem i Brześciem.

## Linie kolejowe
- Kowel – Zabłocie